# Nepukalkovité
Nepukalkovité (Salviniaceae) je čeleď kapradin z řádu nepukalkotvaré. Jsou to vodní, volně plovoucí drobné byliny. Čeleď zahrnuje 17 druhů ve dvou rodech a je celosvětově rozšířena. Jediným původním evropským druhem je nepukalka vzplývající, vyskytující se i v České republice. Některé další druhy nepukalky a azoly zde zdomácněly. Zástupci obou rodů jsou pěstováni jako akvarijní rostliny. Některé druhy se staly zejména v tropech obtížnými invazními rostlinami, zarůstajícími stojaté vody.

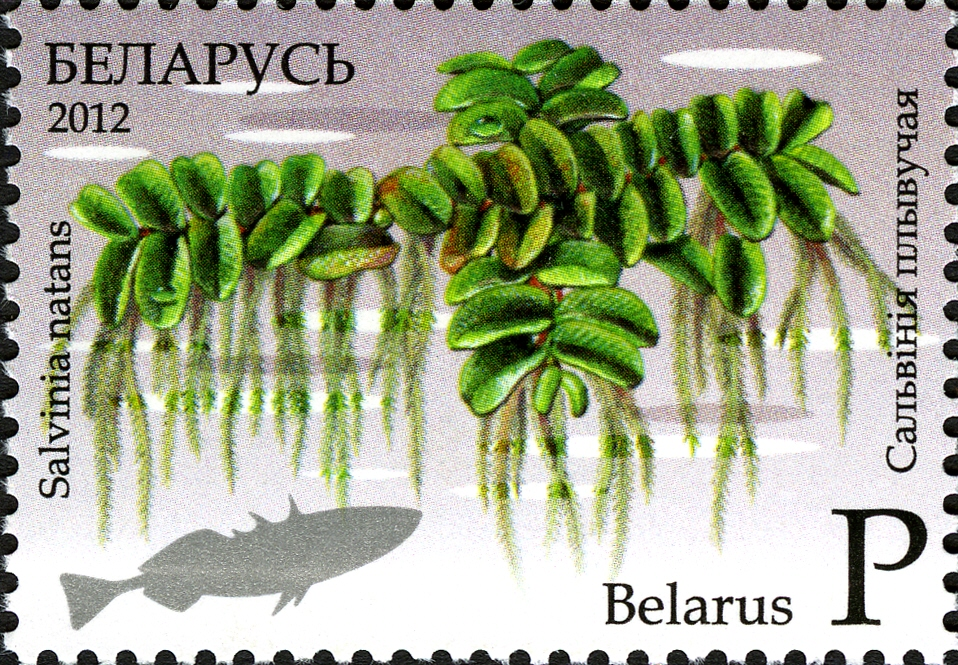
Nepukalka vzplývající na běloruské známce

## Popis
Nepukalkovité jsou drobné vodní kapradiny vzplývající na hladině. Stonek je plazivý, dichotomicky větvený. Cévní svazky jsou typu protostélé, tvořené několika cévicemi a buňkami floému, uloženými v parenchymatické tkáni. Pravé kořeny jsou přítomny pouze u rodu azola, zatímco u nepukalek chybějí a jsou nahrazeny rhizofyly (kořenovitými vlákny). Listy jsou drobné (1 až 25 mm dlouhé), přisedlé nebo jen krátce řapíkaté. U rodu azola jsou listy hluboce dvoulaločné a střídavé, horní list je zelený a spodní bezbarvý. U nepukalek jsou listy jednoduché a uspořádané ve trojčetných přeslenech, přičemž horní 2 jsou zelené, jednoduché, plovoucí, zatímco spodní list je silně členěný a přeměněný v kořenovitá vlákna (rhizofyly) volně visící dolů. Svrchní strana plovoucích listů je pokryta modifikovanými, vodoodpudivými chlupy. U rodu azola se na spodní straně horních listů nachází dutina obývaná symbiotickou sinicí rodu Anabaena. Na ponořených listových orgánech se vytvářejí kulovité sporokarpy dvou velikostí, obsahující buď pouze megasporangia nebo pouze mikrosporangia. Megasporangia obsahují jedinou megasporu, v mikrosporangiích je po 64 mikrosporách. Sporangia nemají prstenec. Spory jsou kulovité, triletní.

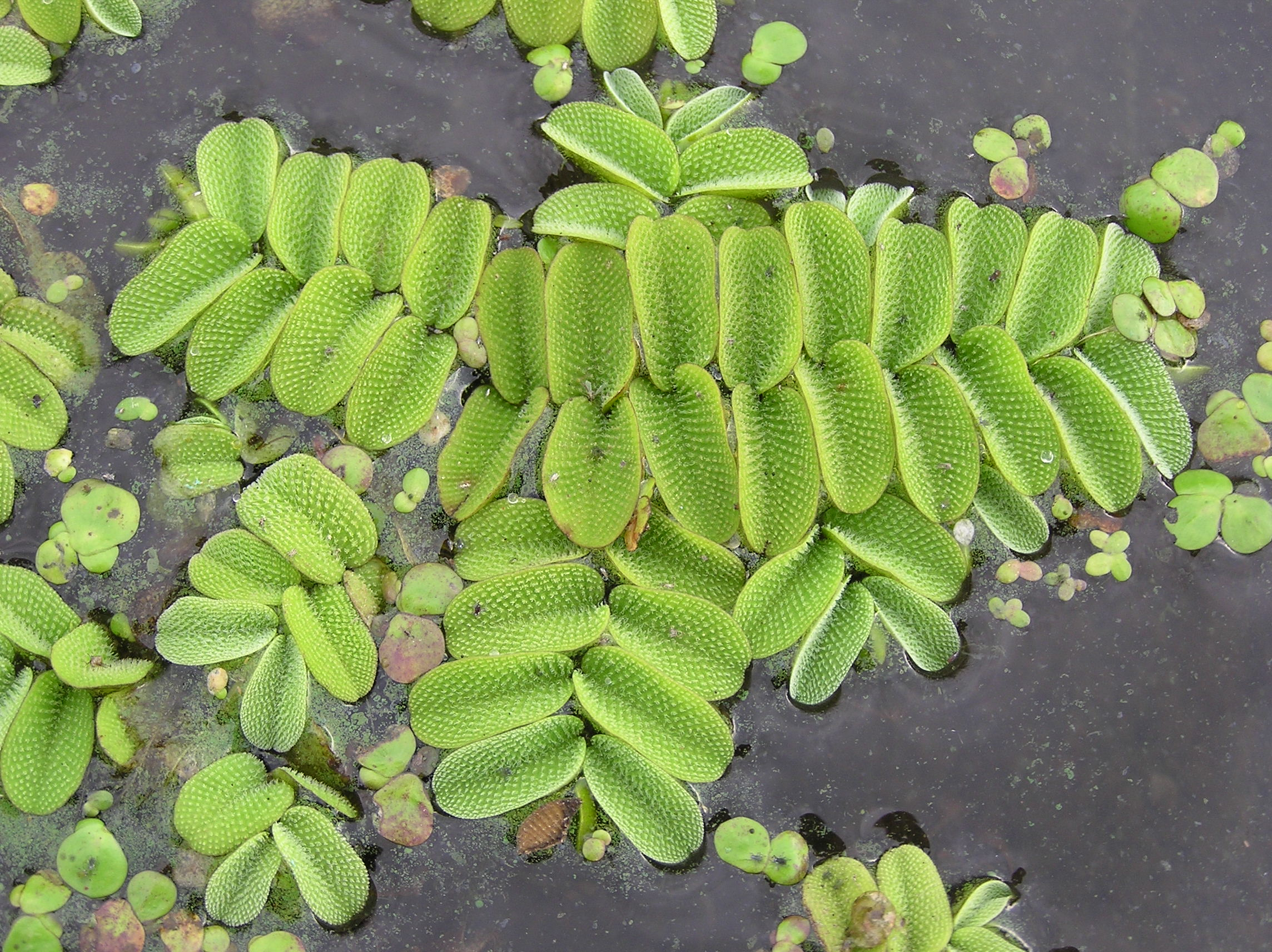
Nepukalka vzplývající
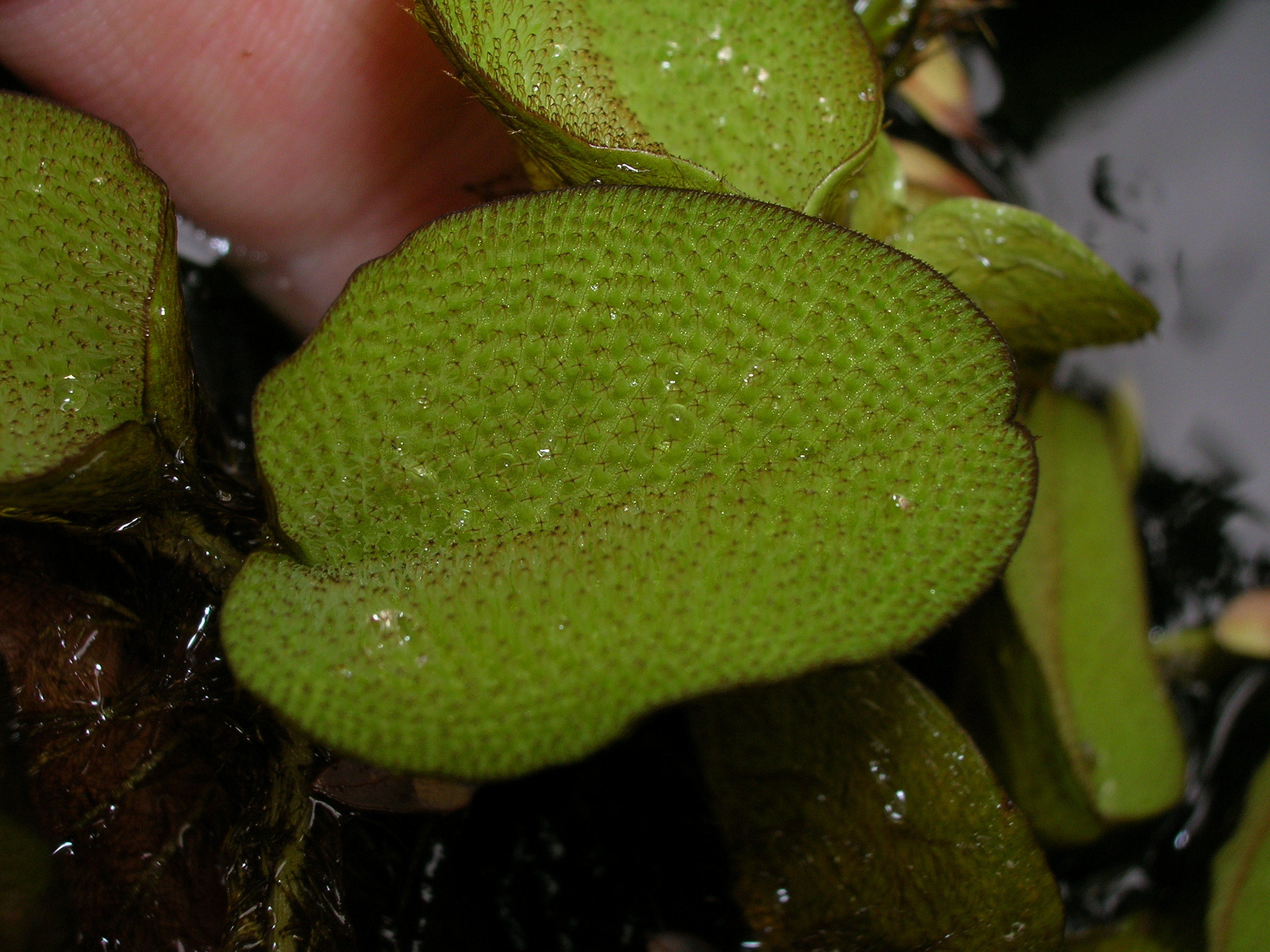
Detail listu nepukalky obtížné
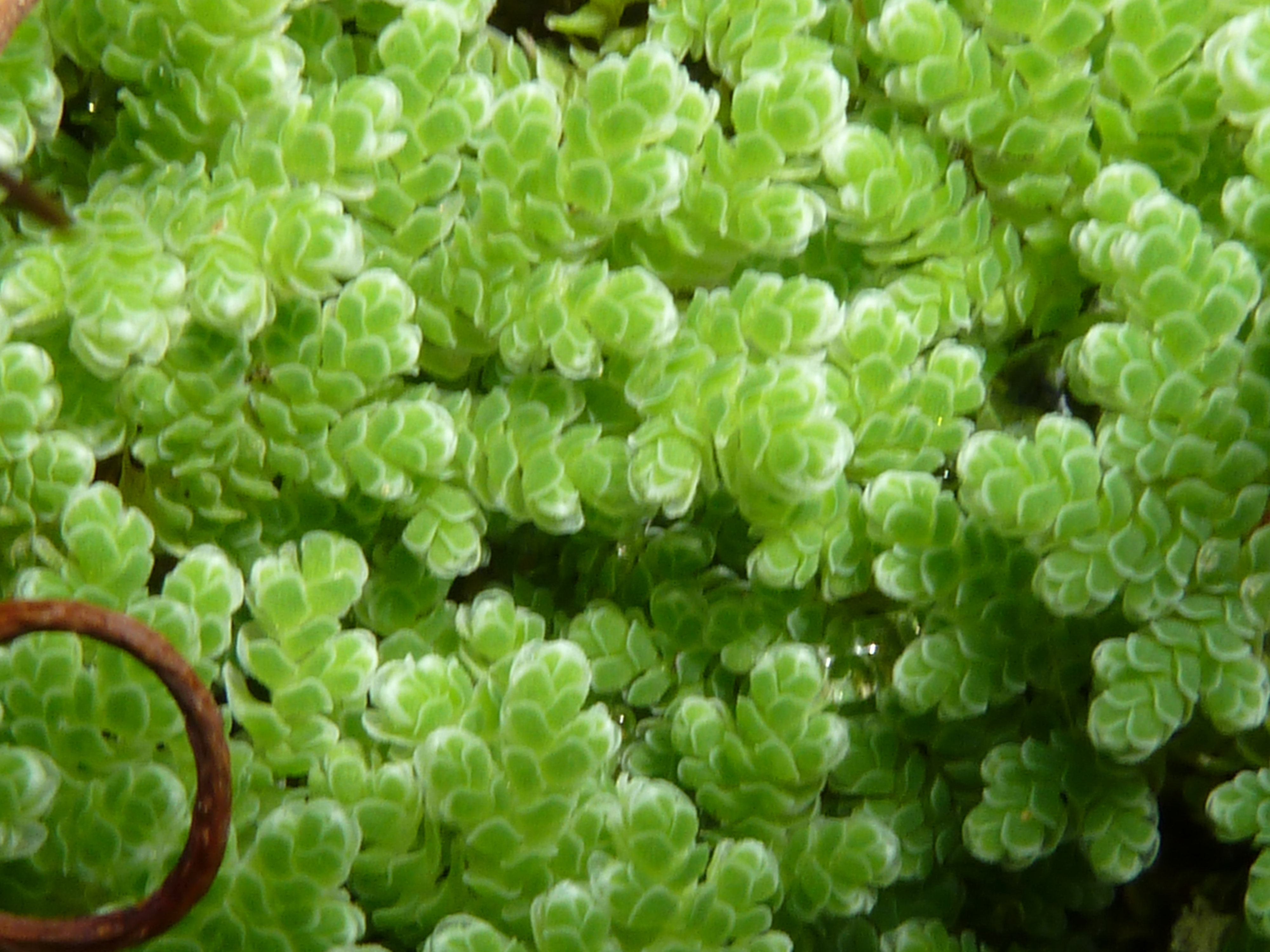
Azola karolínská
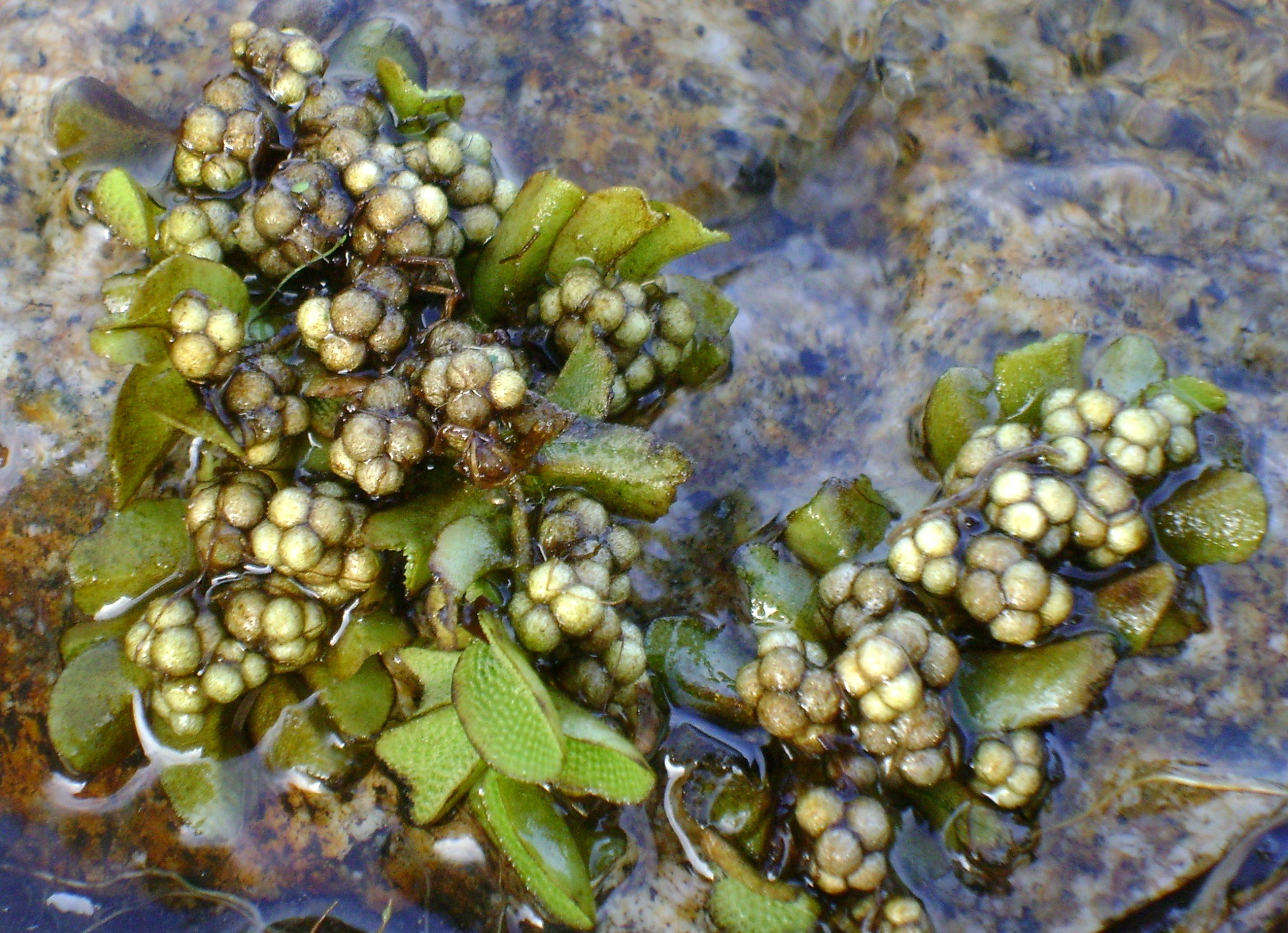
Nepukalka vzplývající se sporokarpy

## Rodozměna
Prokel je u nepukalkovitých podobně jako u jiných heterosporangiátních kapradin silně redukovaný a po celou dobu vývoje spojený se sporangiem. Samičí prokel je volně plovoucí, asi 0,5 až 1 mm dlouhý, tvořený jen několika vrstvami buněk a spojený se zbytky megasporangia. Vytváří se v něm několik archegonií.
U azoly jsou mikrospory uzavřeny v komplexních strukturách, zvaných massulae. Tvoří je shluky mikrospor uložené ve zhutněném gelu. Tento útvar se po opuštění mikrosporangia zachycuje hákovitými výrůstky (glochidie, chybějí u A. nilotica) na dlouhých chlupech na povrchu megasporangia. Samčí prokel je tvořen pouze několika buňkami a zůstává spojen s mikrosporou uzavřenou v massule. Vytvářejí se v něm 2 antheridia, v nichž se vyvíjejí spermatozoidy, které se proderou gelem ven a následně oplodňují archegonia samičího proklu.

## Rozšíření
Čeleď zahrnuje 2 rody, rozšířené na všech kontinentech. Rod nepukalka obsahuje asi 10 druhů. Největší počet z nich roste v tropické Africe a Americe. V Evropě roste jediný původní druh, nepukalka vzplývající (Salvinia natans). Vyskytuje i v České republice v oblasti severní Moravy. Rod azola zahrnuje 7 druhů a je rozšířen od mírného pásu po tropy. V Evropě není původní, některé druhy zde však zdomácněly. Některé druhy dosáhly vlivem člověka kosmopolitního rozšíření, např. azola americká (Azolla filiculoides) nebo nepukalka obtížná (Salvinia molesta).

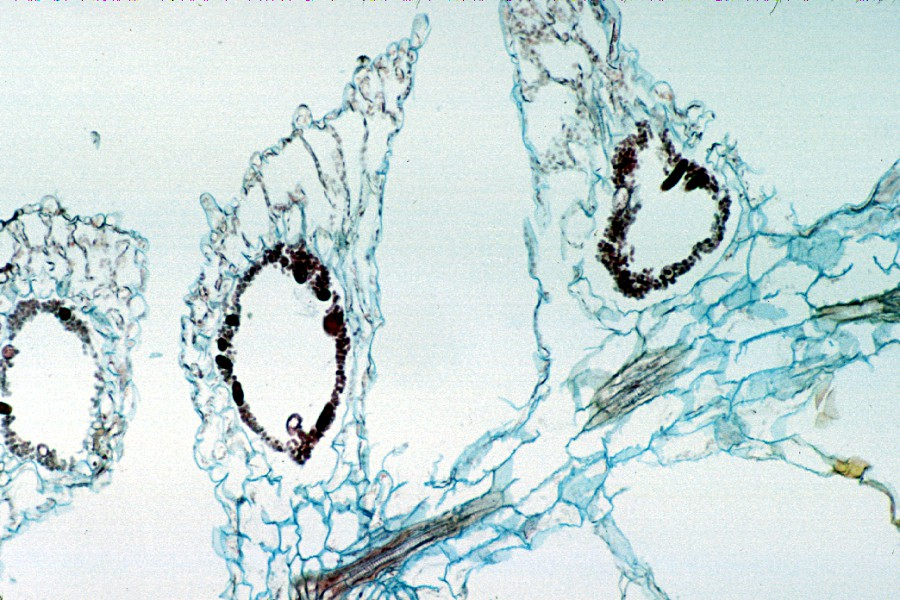
Řez prýtem azoly s dutinami osídlenými symbiotickou sinicí

## Ekologické interakce
V listech azol jsou oválné dutiny obývané symbiotickými sinicemi druhu Anabaena azollae. Tyto sinice fixují dusík a přeměňují jej na formu kterou mohou rostliny využít. Díky tomu mohou azoly růst i v živinami chudých vodách, na rozdíl od nepukalek, které obývají vody eutrofní.

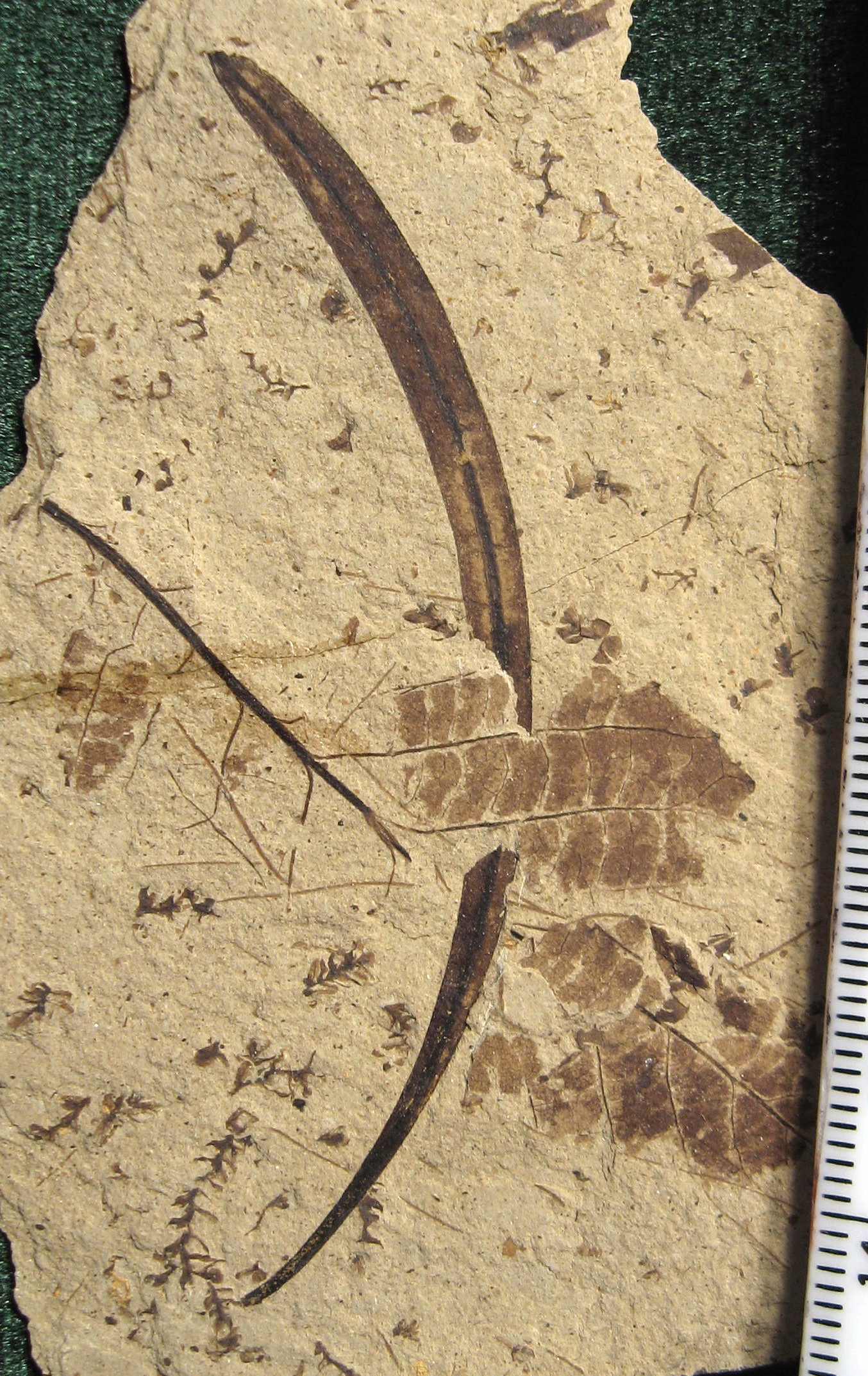
Fosilní †Azolla primaeva společně s dalšími rostlinnými pozůstatky, eocén

## Prehistorie
Nejstarší známé fosílie obou rodů pocházejí z období křídy. Četné nálezy fosilních azol i nepukalek pocházejí ze severočeské uhelné pánve. Azola americká se v Evropě vyskytovala ještě v období druhého interglaciálu. Později zde vyhynula a v současné době je přirozené rozšíření tohoto druhu omezeno na Ameriku, byť byl činností člověka široce rozšířen i na jiné kontinenty.

## Taxonomie
Příbuzenské vztahy nepukalkovitých s ostatními kapradinami byly dlouho nejasné.
V současné taxonomii je čeleď Salviniaceae řazena spolu se sesterskou čeledí Marsileaceae (marsilkovité) do společného řádu Salviniales. Ten tvoří samostatnou vývojovou větev, jejíž sesterskou skupinou jsou recentní řády Polypodiales a Cyatheales. Oba rody byly v minulosti často řazeny do samostatných čeledí, Salviniaceae a Azollaceae v rámci řádu Hydropteridales, který dále zahrnoval čeleď Marsileaceae.
Ta se odlišuje zejména stavbou sporokarpů, které jsou sice přítomny u obou čeledí, mají však odlišnou morfologii. U marsilkovitých je obal sporokarpu listového původu a uzavírá větší počet podlouhlých výtrusných kupek obalených ostěrami, zatímco u nepukalkovitých představuje celý sporokarp jednu výtrusnou kupku, jejíž ostěra tvoří stěnu sporokarpu.

## Zástupci
- azola (Azolla)
- nepukalka (Salvinia)

## Význam
Nepukalky i azoly jsou pěstovány jako akvarijní rostliny. Některé druhy náležejí zejména v tropech mezi obtížné a silně invazní druhy. Některé druhy azol se vysazují do stojatých vod k omezení populací komárů a místy slouží jako zelené hnojivo nebo krmivo.

## Přehled rodů
Azolla, Salvinia